# Грушуватська сільська рада
| Грушуватська сільська рада — колишній орган місцевого самоврядування у П'ятихатському районі Дніпропетровської області з адміністративним центром у с. Грушуватка. Сільській раді були підпорядковані населені пункти: - с. Грушуватка - с. Цівки - с. Красноіванівка - с. Нерудсталь - с. Семенівка |

## Склад ради
Рада складалася з 20 депутатів та голови.

## Керівний склад сільської ради
| ПІБ                   | Основні відомості                                                                       | Дата обрання | Дата звільнення |
| --------------------- | --------------------------------------------------------------------------------------- | ------------ | --------------- |
| Піцик Микола Іванович | Сільський голова, 1957 року народження, освіта, безпартійний                            | 26.03.2006   | 31.10.2010      |
| Піцик Микола Іванович | Сільський голова, 1957 року народження, освіта середня спеціальна, член Партії регіонів | 31.10.2010   |                 |

Примітка: таблиця складена за даними джерела